# Santa Maria sopra Minerva
Santa Maria sopra Minerva je ena večjih cerkva rimskokatoliškega reda pridigarjev (bolj znanega kot dominikanci) v Rimu v Italiji. Ime cerkve izhaja iz dejstva, da je bila prva krščanska cerkvena zgradba na tem mestu zgrajena neposredno nad ruševinami ali temelji templja, posvečenega egipčanski boginji Izidi, ki je bila napačno pripisana grško-rimski boginji Minervi (po možnosti zaradi interpretatio romana).
Cerkev stoji na trgu Piazza della Minerva, en blok za Panteonom v rimskem rione (okraju)  Pigna v starodavnem okrožju, znanem kot Marsovo polje (Campus Martius). Sedanja cerkev in razporeditev okoliških struktur je podrobno vidna na Nollijevem zemljevidu iz leta 1748.
Medtem ko so mnoge druge srednjeveške cerkve v Rimu prejele baročne preobrazbe, ki pokrivajo gotske strukture, je Minerva edini obstoječi primer prvotne gotske arhitekturne cerkvene zgradbe v Rimu. Za zadržano fasado v renesančnem slogu  je v gotski notranjosti obokan strop, ki je bil v neogotski obnovi iz 19. stoletja obarvan modro s pozlačenimi zvezdami in obrobljen z briljantno rdečimi rebri.
Cerkev in sosednji samostan sta v svoji zgodovini v različnih obdobjih služila kot sedež dominikanskega reda. Danes je bil sedež ponovno ustanovljen na prvotni lokaciji v rimskem samostanu Santa Sabina. Naslov Sanctae Mariae supra Minervam je bil 28. junija 2018 podeljen kardinalu Antóniju Martu.

## Zgodovina
V rimskih časih so na današnjem območju okoli bazilike in nekdanjih samostanskih zgradb obstajali trije templji: Minervium (tempelj Minerve Halkidike), ki ga je zgradil Gnej Pompej v čast boginje Minerve okoli 50 pr. n. št.; Iseum Tempelj Izide in Serapisa, posvečen Izidi in Serapeum, posvečen Serapisu. Podrobnosti o templju niso znane, vendar nedavne preiskave kažejo, da je majhen okrogel Minervium nekoč stal malo bolj vzhodno na trgu Piazza Collegio Romano. Leta 1665 so našli egipčanski obelisk, pokopan na vrtu dominikanskega samostana ob cerkvi. V različnih časih v bližini cerkve, znanih kot Obelisci Isei Campensis, so našli več drugih majhnih obeliskov, ki so jih verjetno prinesli v Rim v 1. stoletju in združili v parih skupaj z drugimi na vhodih v Izidin tempelj. V kripti so še drugi rimski kosi.
Uničen tempelj je verjetno trajal vse do vladavine papeža Zaharije (741-752), ki je to mesto dokončno pokristjanil in ga ponudil bazilijanskim redovnicam iz Konstantinopla, ki so tam vzdrževale oratorij, posvečen Devici iz Minervuma. Struktura, ki jo je naročil, je izginila.
Leta 1255 je papež Aleksander IV. na tem mestu ustanovil skupnost spreobrnjenih žensk. Desetletje pozneje je bila ta skupnost prenesena v rimsko cerkev San Pancrazio, kar je dominikancem omogočilo, da so tam ustanovili samostan bratov in studium conventuale. Fratri so bili na mestu od leta 1266, cerkev pa so uradno prevzeli leta 1275. Aldobrandino Cavalcanti (1279), vicarius Urbis ali vikar za papeža Gregorja X., in sodelavec Tomaža Akvinskega je ratificiral darovanje Santa Maria sopra Minerva dominikancem Santa Sabine od sester S. Maria in Campo Marzio. Skupina zgradb, ki so nastale okoli cerkve in samostana, je postala znana kot insula sapientae ali insula dominicana (otok modrosti ali dominikanski otok).
Dominikanci so sedanjo gotsko cerkev začeli graditi leta 1280 po vzoru svoje cerkve v Firencah Santa Maria Novella. Arhitekturne načrte sta verjetno med pontifikatom Nikolaja III. sestavila dva dominikanska fratra, Fra Sisto Fiorentino in Fra Ristoro da Campi. S sredstvi Bonifacija VIII. in vernikov so bile stranske ladje dokončane v 14. stoletju.
Leta 1453 je bila notranjost cerkve končno dokončana, ko je kardinal Juan Torquemada odredil, da glavno ladjo pokrije obok, ki je zmanjšal celotno predvideno višino cerkve. Istega leta 1453 je grof Francesco Orsini na lastne stroške sponzoriral gradnjo fasade. Dela na fasadi pa so ostala nepopolna do leta 1725, ko so jo dokončno končali po ukazu papeža Benedikta XIII.
Leta 1431 je bila cerkev in sosednji samostan dominikancev kraj papeškega konklava. Mesto Rim je bilo ob smrti papeža Martina V. (Colonne), čigar družina je petnajst let prevladovala v rimskem političnem življenju, vznemirjeno in se obogatilo z bogastvom Cerkve. Na ulicah so se vsakodnevno borili, trg pred Minervo pa so zaradi konfiguracije ulic, hiš, cerkve in samostana zlahka utrdili in branili. Zakristija cerkve je služila kot dvorana za sestanke štirinajstih kardinalov (od devetnajstih), ki so se udeležili konklava, ki se je začel 1. marca 1431. Dormitorij menihov v samostanu na severu cerkve je služil kot bivalni prostori za kardinale ter njihovo jedilnico in kuhinjo. 3. marca so izvolili kardinala Gabrieleja Condulmara, ki je prejel ime Evgenij IV.. Drugi konklav je bil v Minervi 4. in 6. marca 1447, po smrti papeža Evgenija, spet sredi motenj, v katerih so sodelovali podporniki Orsinija papeža Evgenija in njegovi sovražniki Colonna. Prisotnih je bilo osemnajst kardinalov (od skupaj šestindvajset), ki so za papeža Nikolaja V. izvolili kardinala Tommasa Parentucellija da Sarzano.
Minerva je postala naslovna cerkev od leta 1557 , manjša bazilika pa od leta 1566. Prvi naslovni kardinal cerkve je bil Michele Ghislieri, ki je leta 1566 postal papež Pij V. Cerkev je istega leta dvignil na raven manjše bazilike.
V 16. stoletju je Giuliano da Sangallo spremenil območje kora, leta 1600 pa je Carlo Maderno povečal apsido, dodal baročne okraske in ustvaril sedanjo fasado s pilastrirano tristransko razdelitvijo v renesančnem slogu. Oznake na tej fasadi, ki segajo v 16. in 17. stoletje, kažejo na različne ravni poplav Tibere (20 metrov).
Med letoma 1848 in 1855 je Girolamo Bianchedi vodil pomemben program obnove, ko je bila večina baročnih dodatkov odstranjena, prazne stene pa prekrite z neogotskimi freskami, ki so notranjosti dale neogotsko podobo, kot jo ima danes.
Vitraji bazilike so večinoma iz 19. stoletja. Leta 1909 je velike orgle zgradilo podjetje Carla Vegezzija Bossija. Orgle so bile obnovljene leta 1999.
Napise, najdene v S. Maria sopra Minerva, je zbral in objavil Vincenzo Forcella.

### Samostan inStudium
Leta 1288 je bila teološka komponenta deželnega kurikuluma za izobraževanje bratov preseljena iz studium provinciale v rimski baziliki Santa Sabina v studium conventuale v Santa Maria sopra Minerva, ki je bila preimenovana v studium particularis theologiae. V različnih obdobjih svoje zgodovine je ta študij služil kot studium generale (srednjeveška univerza) za rimsko provinco reda.

### Kolegij sv. Tomaža
Konec 16. stoletja se je študij v Santa Maria sopra Minerva preoblikoval. Tomaža Akvinskega, ki ga je leta 1323 kanoniziral papež Janez XXII., je Pij V. leta 1567 razglasil za petega latinskega učitelja Cerkve. V čast tega velikega učitelja je leta 1577 španski dominikanec msgr. Juan Solano, O.P., nekdanji škof v Cuscu v Peruju, je izdatno financiral reorganizacijo študija v samostanu Santa Maria sopra Minerva po vzoru kolegija sv. Gregorja v Valladolidu v njegovi rodni Španiji. Rezultat Solanove pobude, ki je doživela strukturne spremembe tik pred Solanovo smrtjo leta 1580, je bila kolegij svetega Tomaža (latinsko: Collegium Divi Thomae) pri Santa Maria sopra Minerva, bodoča papeška univerza svetega Tomaža Akvinskega (Angelicum). Fakulteta je zasedala več obstoječih samostanskih struktur in bila je potrebna nova gradnja. Takrat je bil samostan podvržen precejšnji rekonstrukciji, da bi se prilagodilo kolegiju, samostan pa je bil preoblikovan tako, da so lahko na severni bok cerkve dodali stranske kapele. Podrobnosti iz Nollijevega zemljevida iz leta 1748 dajejo nekaj predstave o razporeditvi stavb, ko je bila v samostanu Minerva fakulteta College Thomas.

### Urad inkvizicije
14. septembra 1628 je bil s papeškim odlokom samostan Minerva določen za sedež kongregacije za nauk vere. Tako je postal kraj, kjer je razsodišče rimske inkvizicije, ki ga je ustanovil Pavel III. leta 1542, organiziralo tajna kongregacijska srečanja, na katerih so bile prebrane obsodbe. V sobi samostana Minerva je 22. junija 1633 oče sodobne astronomije Galileo Galilei, potem ko so mu sodili zaradi krivoverstva, zavrnil svoje znanstvene teze, to je tiste iz kopernikanske teorije.
Konec 18. in v začetku 19. stoletja je zatiranje verskih redov oviralo poslanstvo reda in kolegija sv. Tomaža. Med francosko okupacijo Rima od 1797 do 1814 je kolegij zavrnil in celo na kratko zaprl svoja vrata od 1810 do 1815. Red je ponovno prevzel nadzor nad samostanom leta 1815, da ga je italijanska vlada leta 1870 razlastila.
Leta 1873 je bil Collegium Divi Thomæ de Urbe prisiljen za vedno zapustiti Minervo, nazadnje pa je bil leta 1932 premeščen v samostan svetih Dominika in Siksta in leta 1963 preoblikovan v Papeško univerzo svetega Tomaža Akvinskega, Angelicum.
Dominikanci so se sčasoma lahko vrnili v Minervo in del samostana.

## Notranjost
Med več pomembnimi umetniškimi deli v cerkvi sta Michelangelov kip Kristus, ki nosi križ (1521) in ciklus fresk iz poznega 15. stoletja (1488–93) v kapeli Carafa Filippina Lippija. V baziliki so tudi številni nagrobniki, vključno grob svete Katarine Sienske (1347-1380), ki je bila članica tretjega reda svetega Dominika, grob dominikanskega fratra blaženega Janeza Fiesolskega (Fra Giovanni da Fiesole, rojen kot Guido di Piero), bolj znan kot Fra Angelico (ok. 1395–1455); in okrašeni spomeniki Medičejskim papežem: Leon X. (rojen Giovanni de Medici, ok. 1475–1521) in Klemen VII. (rojen Giulio de Medici, ok. 1478–1534), ki ga je zasnoval Baccio Bandinelli.

### Kapela Carafa
Kapelo Carafa s freskami iz konca 15. stoletja (1488–1493) Filippina Lippija je naročil kardinal Oliviero Carafa v čast svetega Tomaža Akvinskega. Obstajata dva marijanska prizora, Oznanjenje in Vnebovzetje; nad oltarjem je njegov sveti Tomaž daruje kardinala Carafo Blaženi Devici, na desni steni pa Slava sv. Tomaža. Odkrit je bil leta 1493 in je znan tudi kot kapela svetega Tomaža Akvinskega. Relikvije svetega Tomaža Akvinskega so bile v tej kapeli shranjene do leta 1511, ko so jih preselili v Neapelj. V kapeli je tudi grob Giana Pietra Carafe, ki je leta 1555 postal papež Pavel IV., ki ga je zasnoval Pirro Ligorio.

### Kapela Capranica
Kapela je znana tudi kot kapela Rožnega venca. Strop iz štukature je leta 1573 izdelal Marcello Venusti. Kapela vsebuje grob kardinala Domenica Capranice avtorja Andrea Bregna.

### MichelangelovCristo della Minerva
Vstali Kristus (italijansko Cristo della Minerva), znan tudi kot Kristus Odrešenik ali Kristus, ki nosi križ, je marmorna Michelangelova skulptura, dokončana leta 1521, ki je levo od glavnega oltarja.

### Kapela Aldobrandini
Kapelo Aldobrandini je zasnoval Giacomo della Porta, vendar je Carlo Maderno dokončal projekt della Porta (po letu 1602). Posvečena je bila leta 1611. Platno, ki prikazuje ustanovitev evharistije in je iz leta 1594, avtor Federico Fiori. Spomenik staršem papeža Klementa VIII., Salvestru Aldobrandiniju in Luisi Dati je avtor Giacomo della Porta. V tej kapeli je bila ustanovljena prva bratovščina Najsvetejšega zakramenta, ki jo je odobril Sveti sedež. Sveti Ignacij Lojolski je bil eden njenih prvih članov. Ta kapela vsebuje oltarno sliko Federica Baroccija, ki prikazuje Obhajilo apostolov.

### Kapela Raymonda Penyafortskega
V kapeli, posvečeni Raymondu Penyafortskega, je grob kardinala Juana Díaza de Coce, avtorja Andrea Bregno. Stropna freska Jezus Kristus kot sodnik, med dvema angeloma, je avtor Melozzo da Forlì.

### Druga umetniška dela
- Oznanjenje (1485), avtor Antoniazzo Romano - prikazuje kardinala Juana de Torquemada OP, na katerem so predstavljena dekleta, ki so prejela doto s strani njegovega ceha oznanjenja Device Marije. Kardinal je pokopan v bližini.
- Grobnice papežev Leona X. in Klemena VII., Baccio Bandinelli (1541) [19]
- Grobnica Urbana VII.
- Grobnica Fra Angelico, delo Isaia da Pisa (1455)
- grob Guillaumea Duranda starejšega, škofa Mende (1285-1296), kanonika iz 13. stoletja; podpisal Giovanni di Cosma (1296)
- Spomenik Mariji Raggi, avtor Gian Lorenzo Bernini (med letoma 1647 in 1653)
- Grob Francesca Tornabuonija (1480), eno najboljših del Mina da Fiesoleja

### Grobnice
Tu je pokopana sveta Katarina Sienska (razen njene glave, ki je v baziliki San Domenico v Sieni). Mimo zakristije je sobo, v kateri je umrla leta 1380, leta 1637 rekonstruiral Antonio Barberini. Ta soba je prva presajena notranjost in prednik znanih muzejskih »obdobij iz 19. in 20. stoletja«. Freske Antoniazza Romana, ki so krasile prvotne stene, pa so zdaj izgubljene.
Slavni zgodnjerenesančni slikar Fra Angelico je umrl v sosednjem samostanu in je bil pokopan v cerkvi. (Slikal je cikel fresk v samostanu na pobudo kardinala Juana de Torquemade, vendar te slike niso preživele.)
Pred gradnjo San Giovanni dei Fiorentini je Minerva služila kot cerkev Florentincev v Rimu, zato vsebuje številne grobove prelatov, plemičev in državljanov, ki prihajajo iz tega toskanskega mesta. Na primer, tukaj so izdelani grobovi papežev Medičejcev - Leona X. (Giovanni de Medici) in Klemena VII. (Giulio de Medici) - ki jih je zasnoval florentinski kipar Baccio Bandinelli. Zanimivo je, da je v cerkvi pokopan tudi begunec Diotisalvi Neroni, ki je sodeloval pri zaroti proti Pieru de' Medici.
Grobnice papežev Urbana VII. in Pavla IV. so v Santa Maria sopra Minerva, prav tako pa tudi kardinal-nečak papeža Nikolaja III. Latino Malabranca Orsini, Michel Mazarin (nadškof Aixa), ki je bil brat kardinala Julesa Mazarina, bizantinskega filozofa Jurija iz Trebizonda ter dva renesančna teoretika in praktika, Filarete v arhitekturi in Mariano Santo v kirurgiji.
Kardinal Astorgio Agnensi ima svoj grobni spomenik v križnem hodniku.

## Druge cerkve s tem imenom
V Assisiju je bila v 16. stoletju zgrajena še ena cerkev Santa Maria sopra Minerva v ohranjeni celici poznega republikanskega templja Minerva. Korintski portik še vedno stoji.

## Pulcino della Minerva
Pred cerkvijo je eden najbolj nenavadnih spomenikov v Rimu, tako imenovani Pulcino della Minerva. To je kip slona, ki ga je zasnoval baročni kipar Gian Lorenzo Bernini (ki ga je izvedel njegov učenec Ercole Ferrata leta 1667) kot podporno podlago za egipčanski obelisk v vrtu dominikancev. To je najkrajši od enajstih egipčanskih obeliskov v Rimu in naj bi bil eden od dveh obeliskov, preseljenih iz Saisa, kjer sta bila zgrajena med 589 - 570 pr. n. št.. Oba obeliska je Dioklecijan med svojim vladanjem kot cesarja od 284 do 305 pripeljal v Rim za postavitev v Izidin tempelj, ki je stal v bližini. Latinski napis na dnu, ki ga je izbral papež, ki je skulpturo naročil za podporo obelisku, najdenem na tem mestu, Aleksander VII., naj bi predstavljal, da »... je za podporo trdnemu znanju potreben močan um«.
Navdih za nenavadno kompozicijo je dobil od Hypnerotomachia Poliphili (Polifiloove sanje o prepiru ljubezni), nenavaden roman iz 15. stoletja, ki ga je verjetno napisal Francesco Colonna. Glavni junak romana sreča slona iz kamna, ki nosi obelisk, spremljajoča lesorezna ilustracija v knjigi pa je precej podobna Berninijevi zasnovi podlage za obelisk. Zanimiva postavitev obeliska skozi slonovo telo je enaka.
Močan videz konstrukcije si je za nekaj časa pridobil priljubljen vzdevek Porcino (pujsek). Ime strukture se je sčasoma spremenilo v Pulcino, italijansko za majhnega ali malega "piščanca". Morda se je to nanašalo na razmeroma kratko višino obeliska ali pa je bilo prikrito sklicevanje na veliko dobrodelnost dominikancev v pomoč mladim ženskam, ki so potrebovale doto, ki so se vsako leto sprehodile na dvorišču. Slednji so bili nekoč upodobljeni na lokalni sliki kot tri drobne figure z devico Marijo, ki jim predstavlja torbice.

## V popularni kulturi
Spomenik slona in obeliska ter cerkev Santa Maria sopra Minerva sta v romanu Seana Hemingwaya Aleksandrov grob. V romanu se trdi, da skrivni prehod pod cerkvijo vodi v komoro pod slonovim spomenikom, ki vsebuje telo Aleksandra Velikega, ki ga je v 17. stoletju postavil papež Aleksander VII. To je v celoti fikcija in teorija je nedokazana.
Dalijeva slika Les Elephants vključuje dva slona z dolgimi vretenastimi nogami, ki nosita obeliske; ob natančnejšem pregledu obeliski lebdijo. Dali ta motiv uporablja tudi v sanjah, ki jih je povzročil let čebele okoli granatnega jabolka sekundo pred prebujenjem (1944) in Skušnjava svetega Antona (1946). Oglejte si blog Monice Bowen Albertijevo okno.

## Galerija
- Grob Giovannija Vigevana, Gian Lorenzo Bernini,, 1618–1620
- Spomenik Mariji Raggi, Gian Lorenzo Bernini, 1647–1653
- Grobnica Fra Angelica, Isaia da Pisa, 1455
- Kristus, ki nosi križ, Michelangelo, 1519–1520
- Glavni oltar
- Obok
- Notranjost bazilikeor
- Madona in otrok, ki daje blagoslov, Benozzo Gozzoli, 1449